# Dortmund
Dortmund a Ruhr-vidék legnagyobb, Németország nyolcadik legnagyobb városa Észak-Rajna-Vesztfália tartományban fekszik, amely mára számos kulturális látnivalót kínáló modern metropolisszá fejlődött.

## Fekvése
Dortmund a Ruhr-vidék legkeletibb fekvésű nagyvárosa az Emschertől két kilométernyire terül el, tengerszint feletti magassága 80 méter. Az A1-es autópálya mellett fekszik.

## Éghajlata
| Hónap                         | Jan. | Feb. | Már. | Ápr. | Máj. | Jún. | Júl. | Aug. | Szep. | Okt. | Nov. | Dec. | Év   |
| ----------------------------- | ---- | ---- | ---- | ---- | ---- | ---- | ---- | ---- | ----- | ---- | ---- | ---- | ---- |
| Átlagos max. hőmérséklet (°C) | 4,0  | 5,0  | 9,0  | 13,0 | 18,0 | 21,0 | 22,0 | 22,0 | 19,0  | 15,0 | 9,0  | 5,0  | 13,5 |
| Átlagos min. hőmérséklet (°C) | −1,0 | −1,0 | 2,0  | 4,0  | 8,0  | 11,0 | 13,0 | 13,0 | 10,0  | 7,0  | 3,0  | 1,0  | 5,9  |
| Átl. csapadékmennyiség (mm)   | 65   | 56   | 53   | 57   | 68   | 78   | 93   | 93   | 67    | 60   | 71   | 77   | 838  |
| Forrás: Wetter Kontor         |      |      |      |      |      |      |      |      |       |      |      |      |      |

## Története
A város ősi története a homályba vész, területén az i. e. I., vagy II. évezredből származó urnatemetőkre bukkantak. Az innen származó 4. századi leletek azonban egykori római településre utalnak.
Első ízben a 9. század végén, 899-ben említették az oklevelek Throtmani néven.
A legenda szerint Dortmund felemelkedése Szent Reingold nevéhez fűződik, aki Nagy Károly alattvalójának, Haimon von Dordogne-nak egyik gyermeke volt. A király megölette a Haimon fivérek unokaöccsét, amiből háború lett. Haimonnak a király nővérével kötött házassága vetett véget a viszálynak. Reingold elment a Szentföldre és szentéletű férfi lett. Hazatérve nem talált megértésre, az emberek ellene fordultak és végül agyonverték. Tetemét a Rajnába dobták. A holttest azonban a folyó felszínére került és a dortmundi vallásos hívők különböző csodajelzésektől indíttatva koporsóba helyezték. A targonca, amelyre a koporsót tették, magától elindult és Dortmundig gurult. Ahol megállt, ott építették meg a Reinold-templomot. Szt. Reinold ma is a város védőszentje.
Az egykori karoling királyi udvart a Hellweg védelmére létesítették, amely a Rajnától a Weserhez és az Elbához vezető legfontosabb út volt. Az itteni Karoling udvarban a 10-13. század folyamán többször is tartózkodtak német császárok és királyok, a város idővel piaci és vásározó hellyé, sőt birodalmi helységgé fejlődött, már a 11. században vámmentességet élvezett a német birodalom területén, így kereskedelme korán felvirágzott; kereskedői Novgorodig terjesztették ki működésük körét. 1220-ban szabad birodalmi és Hanza város lett. 1387–89-ben a kölni érsek és szövetségesei 21 hónapig ostromolták, de a város az ellenségeit tisztes béke elfogadására kényszerítette. A későbbiekben Dortmund hanyatlásnak indult és a harmincéves háború után már csak 3000 lakosa volt. 1806-ban francia csapatok szállták meg; 1808-ban Napóleon császár Berg nagyhercegének adta, 1815-ben Poroszországhoz került. A város a 19. század derekára erőteljes fejlődésnek indult. Mai kiterjedését a 20. században érte el, miután egyesült a környező kisebb településekkel.
A dortmundi vasútállomás 1847-ben épült.

## Népessége
| Lakosok száma | 642 680 | 608 297 | 597 000 | 580 444 | 572 087 | 575 944 | 586 181 | 586 600 | 586 852 | 595 471 |
|               | 1970    | 1980    | 1997    | 2010    | 2012    | 2013    | 2015    | 2017    | 2021    | 2023    |

Dortmund igazi metropolisszá nőtte ki magát, számtalan kulturális látnivalót kínálva. Számos biztosítási és kutató cég, információs technológia és természetesen az oktatás és kultúra székhelye egyben a Ruhr vidéken.
A modernizáció ellenére a város megőrizte hagyományait, s számos szabadidős lehetőséget kínál az ott élőknek, oda látogatóknak egyaránt. A városközpont legfőbb építészeti látványosságai a 13. és 14. században épült Reinoldi és Petri templomok. Berlin, Hamburg és Frankfurt mellett Dortmund Németország a legnagyobb bevásárlóparadicsoma. A nagy üzletek többségében a belvárosra, jól megközelíthető részekre koncentrálódnak.

## Kultúra és látnivalók

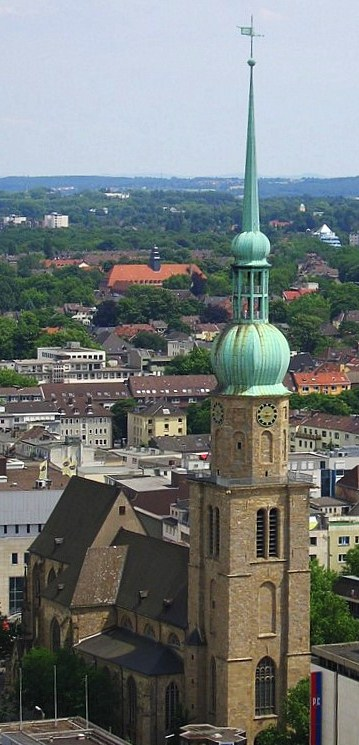
A Reinoldi-templom

Figyelemreméltó épületei a Reinoldi-templom üvegfestményekkel és kitűnő orgonával, a Mária-templom gót kórussal, a Péter-templom késői gót oltárral, a régi városháza. Egykori erődítményei helyét ültetvények és sétahelyek (Westwall, Hoher Wall, Südwall, Schwanenwall stb.) foglalják el.

## Sport
Borussia Dortmund

## Híres emberek
Dortmund híresebb szülöttei közé tartoznak Marco Reus, August Lenz, Lothar Emmerich és Siggi Held futballisták, valamint Michael Zorc és Lars Ricken a korábbi idők focijából. Ezek mellett még Leopold Hoesch iparos neve Dortmundon kívül is ismert. Nem utolsósorban Friedrich Arnold Brockhaus könyvkiadó, a híres enciklopédia szerkesztője is dortmundi származású.
- Conrad von Soest (um 1370–nach 1422) festő
- Wilhelm Canaris (1887–1945) admirális, kémelhárító
- Hans Tilkowski (* 1935) labdarúgókapus, edző
- Lothar Emmerich (1941–2003) labdarúgó
- Armin Görtz (* 1959) labdarúgó
- Theo Schneider (* 1960)labdarúgó
- Michael Zorc (* 1962) labdarúgó
- Ralf Loose (* 1963) labdarúgó, edző
- Marco Werner (* 1966) autóversenyző
- Thorsten Fink (* 1967) labdarúgó, edző
- Stefan Klos (* 1971) labdarúgó
- Sascha Lewandowski (1971–2016) labdarúgó
- Björn Mehnert (* 1976) labdarúgó
- Lars Ricken (* 1976) labdarúgó
- David Solga (* 1982) labdarúgó
- Patrick Kohlmann (* 1983) ír-német labdarúgó
- Marc Heitmeier (* 1985) labdarúgó
- Massimo Ornatelli (* 1986) olasz labdarúgó
- Yasin Öztekin (* 1987) török-német labdarúgó
- Kevin Großkreutz (* 1988) labdarúgó
- Marco Reus (* 1989) labdarúgó
- Marc Hornschuh (* 1991) labdarúgó
- Marco Stiepermann (* 1991) labdarúgó
- Marvin Ducksch (* 1994) labdarúgó